# Piotr Bartłomiej

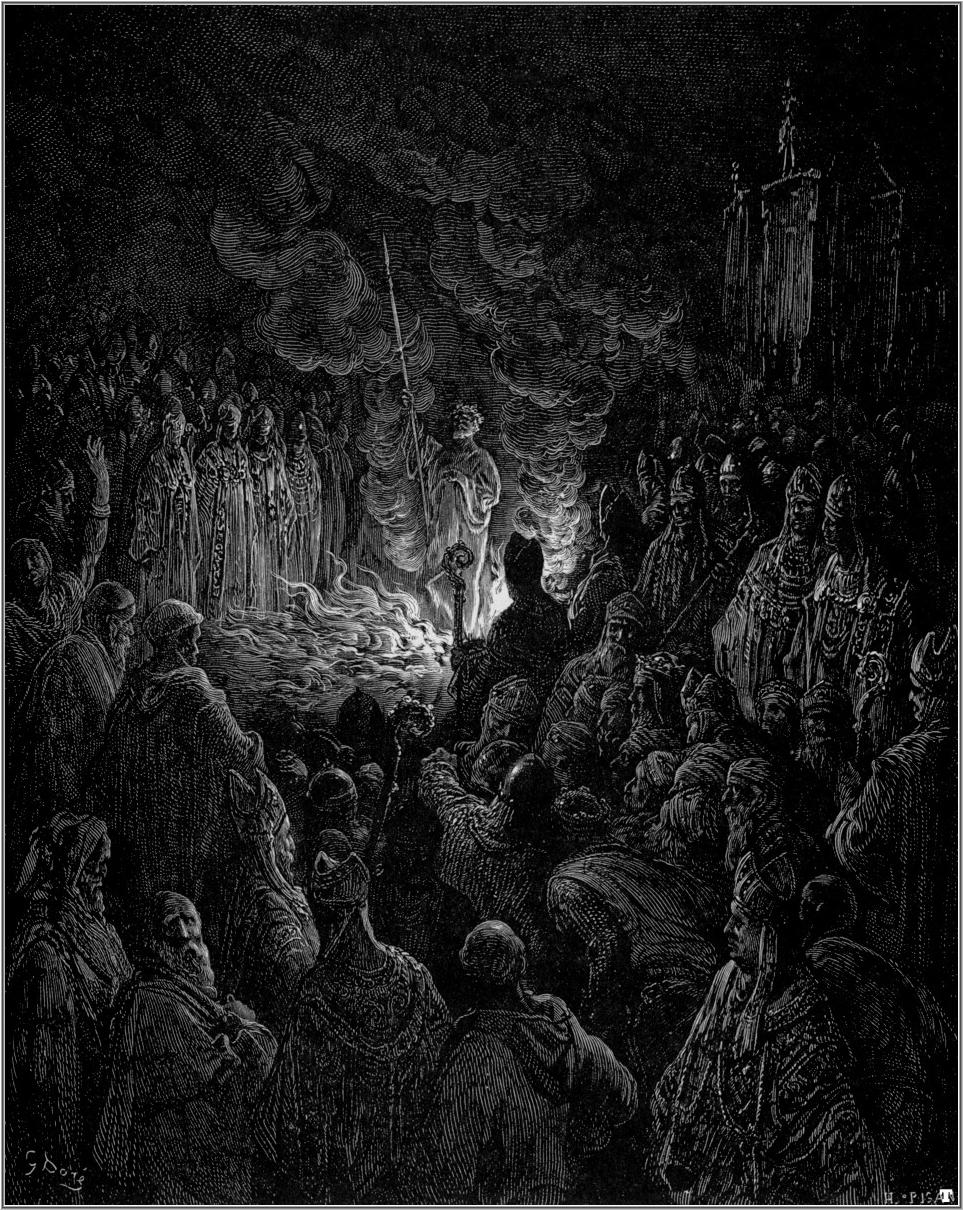
Piotr Bartłomiej i próba ognia, ryc. Gustawa Doré

Pierre Barthélemy, pol. Piotr Bartłomiej (zm. 20 kwietnia 1099) – francuski wieśniak, wizjoner, który brał udział w I wyprawie krzyżowej i odnalazł jeden z egzemplarzy Włóczni Przeznaczenia.
Uczestniczył w krucjacie jako służący prowansalskiego pielgrzyma. W czerwcu 1098 r., po zdobyciu przez krzyżowców Antiochii, spotkał się z hrabią Rajmunda de Saint-Gilles oraz legatem papieskim Ademarem z Monteil, biskupem Le Puy. Zgodnie z jego słowami, od grudnia poprzedniego roku, w czasie oblężenia Antiochii, zaczął mieć prorocze sny, w których ukazywał mu się św. Andrzej. Piotr twierdził, że święty wziął go ze sobą do kościoła św. Piotra w obleganej Antiochii i pokazał mu miejsce, w którym ukryta została Włócznia Przeznaczenia. Św. Andrzej kazał Piotrowi powiedzieć o tym wodzom krucjaty, a samą Włócznię oddać w ręce hrabiego Rajmunda, gdy tylko zostanie ona odnaleziona. Piotr nie informował o tym początkowo ani Rajmunda, ani innych przywódców, choć jeszcze kilkakrotnie miał wizje św. Andrzeja. W lutym tego roku zaczął tracić wzrok, przypuszczalnie z powodu głodu panującego w szeregach krzyżowców, jakkolwiek on sam wierzył, że to kara ze strony świętego.
Kilka dni po tym spotkaniu, 15 czerwca 1098 r. ludzie Rajmunda, który uwierzył Piotrowi (w przeciwieństwie do legata papieskiego) rozbili we wskazanym miejscu płyty posadzki kościoła, a następnie przez cały dzień bez powodzenia kopali poniżej. Wreszcie Piotr sam nagle wskoczył do wykopu i pojawił się po chwili z ostrzem włóczni w ręku. Twierdził, że św. Andrzej pokazał mu się raz jeszcze i wskazał, gdzie dokładnie leży poszukiwany grot, a ponadto kazał ustanowić dzień odkrycia dniem świątecznym. 
Odnalezienie Włóczni było w szeregach krzyżowców uważane za dobry znak i wzmocniło nadwątlone morale krzyżowców w czasie, gdy sami byli oblegani w Antiochii. Uczestnicy krucjaty wystąpili przeciwko stojącemu pod murami miasta seldżuckiemu wodzowi Kurbudze i pokonali go w bitwie, tak jak miał obiecać w wizji Piotra św. Andrzej. Jednak wielu ludzi, między innymi legat papieski Ademar z Monteil, uważało Piotra za szarlatana, który, wskakując do wykopu, miał już ze sobą grot włóczni, by dzięki temu sfałszować odkrycie. Twierdził też, że jest analfabetą, a jak się okazało, umiał czytać – jednak wkrótce oznajmił, że cudownie utracił umiejętność czytania. 
Gdy legat Ademar zmarł 1 sierpnia 1098, Piotr po dwóch dniach oznajmił, że ten objawił mu się we śnie i potwierdził autentyczność Włóczni. Ponieważ jednocześnie wygłosił rzekome rady św. Andrzeja dla hrabiego Rajmunda, m.in. dotyczące oddania Antiochii księciu Boemunda z Tarentu, zrodziło to pewną nieufność wobec jego proroctw u dotychczas wierzącego mu bez zastrzeżeń Rajmunda.
Reputacja Piotra stopniowo upadała, bowiem dla większości wyższych duchownych i pasowanych rycerzy był nadal kłamcą. Gdy ogłosił, że pokazał mu się sam Jezus, żądający, aby krzyżowcy maszerowali ku Jerozolimie boso, został przez większość szeregowych krzyżowców (dotąd w większości mu wierzących) zignorowany. Jego widzenia (Chrystus, św. Andrzej, Ademar i inni) wiązały się z boskim gniewem, wywołanym przeróżnymi grzechami popełnianymi przez krzyżowców.
Podczas oblężenia miasta Arqa kwestia wiary w proroctwa Piotra stała się zarzewiem jednego z licznych konfliktów między krzyżowcami prowansalskimi i normańskimi. Doprowadzony do ostateczności zarzutami, jakoby był kłamcą, Piotr zażądał sądu bożego. W Wielki Piątek, 8 kwietnia 1099 roku Piotr przeszedł próbę ognia, która miała dowieść jego prawdomówności. Doznał tak poważnych oparzeń, że upadłby ponownie w ogień, gdyby świadkowie go nie podtrzymali (jego zwolennicy twierdzili jednak, że w czasie próby nic mu się nie stało, bo w płomieniach pojawił się przed nim Chrystus, który go ocalił, a obrażeń doznał dopiero potem, gdy rzucił się nań rozentuzjazmowany tłum). Zmarł na skutek obrażeń 20 kwietnia.
Odtąd wiara w autentyczność relikwii Włóczni Przeznaczenia wśród krzyżowców (z wyjątkiem Prowansalczyków) ostatecznie upadła, natomiast Rajmund z Tuluzy wciąż jeszcze postępował zgodnie z udzielonymi jeszcze przed śmiercią Piotra wskazówkami (m.in. wraz ze swoimi rycerzami odbył procesję do Jordanu, w którym wszyscy rycerze wykąpali się odmawiając modlitwy i psalmy).